# Latania verschaffeltii
Latania verschaffeltii là loài thực vật có hoa thuộc họ Arecaceae. Loài này được Lem. mô tả khoa học đầu tiên năm 1859.